# Cronologia da colonização da Ásia e Oceania

## Século II a.C.
- 111 a.C. – durante a Dinastia Ming, a região de Annam (que significa o "Sul Pacificado") no actual Vietname, é tomada pelos chineses, passando a designar-se Annan (安南); anteriormente conhecida como Trung Bộ, que significa "Fronteira Central ", era um reino do tamanho da Suécia, que tinha a sua capital em Hué.

## Século XV
- 1498 (9 de Maio) - Vasco da Gama chega a Calecute, realizando assim o intento dos europeus da “descoberta do caminho marítimo para a Índia”.

## Século XVI
- 1501 - Pedro Álvares Cabral chega a Calecute e, depois de alguns confrontos com o Samorim, com o qual acaba por romper relações, dirige-se para sul e estabelece uma feitoria em Cochim. Inicia-se assim a colonização da Ásia pelos europeus.
- 1511 - Afonso de Albuquerque invade as Ilhas Molucas (ou “Maluka”, na Indonésia).
- 1514 - Jorge Álvares atinge a China.
- 1521 -  “descobertas” as ilhas Marianas por Fernão de Magalhães.
- 1527 - as Ilhas Carolinas são decobertas pelo explorador português Diego da Rocha.
- 1557 -  os Portugueses estabelecem-se em Macau.

## Século XVII
- 1673-1674 - Chandernagore em Bengala e Pondicheri no sueste da Índia são tomados pela França e, mais tarde, Yanam (1723), Mahé (1725) e  Karikal (1739).

## Século XIX

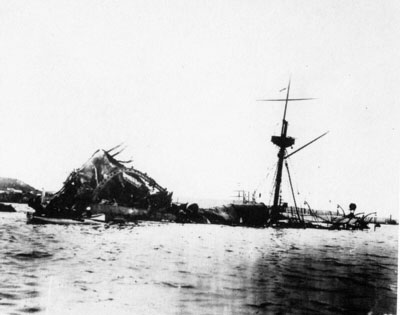
Naufrágio do USS Maine, afundado no porto de Havana, acto que deu início à Guerra Hispano-Americana

- 1840 – a China é derrotada na Primeira Guerra do Ópio e subsequentemente o Reino Unido e os Estados Unidos ocupam à força "concessões" no continente e asseguram privilégios comerciais especiais.
- 1842 - Hong Kong é “cedido” à Grã-Bretanha, ao abrigo do Tratado de Nanking.
- 1884 – a região de Annan (安南), no actual Vietname, administrada pela China é ocupada pela França.
- 1898 - a Guerra Hispano-Americana tem como resultado a transferência de controle das colónias espanholas das Filipinas e Guam para os Estados Unidos
- 1899 - As colónias espanholas das ilhas Carolinas e Marianas são vendidas à Alemanha.

## Século XX
- 1914 - As colónias alemãs das ilhas Carolinas e Marianas são tomada pelos japoneses e administradas por mandato da Liga das Nações desde 1920 até à sua derrota na Segunda Guerra Mundial, quando passaram a ser administradas pelos Estados Unidos, como parte do Protectorado das Ilhas do Pacífico das Nações Unidas.